# Esfinx d'alabastre
L'esfinx d'alabastre és una escultura a la vora de les restes de Memfis, Egipte. La talla es creu que va tindre lloc entre 1700 i 1400 abans de Crist, durant la dinastia XVIII. Es desconeix quin faraó és honorat i no hi ha inscripcions per deduir-ne aquesta informació. Els trets facials impliquen que podria ser una representació de Hatxepsut, Amenofis II o Amenofis III.
L'esfinx d'alabastre originàriament era al costat del colós de Ramsés II, al flanc sud del gran Temple de Ptah, «Senyor de la màgia», déu creador de la mitologia egípcia, «Mestre constructor», inventor de l'obra, patró dels arquitectes i artesans. Se li atribuïa també poder sanador. El Temp de Ptah al seu torn és a Memfis, capital de l'Imperi Antic d'Egipte i del Nomós del Baix Egipte. Era al sud del delta del riu Nil, en la regió que es troba entre el Baix i l'Alt Egipte.
L'esfinx té una longitud de 8 m per 4,5 m d'altura i un pes aproximat d'unes 80 a 90 tones.